# Waldsiedlung Hakenfelde

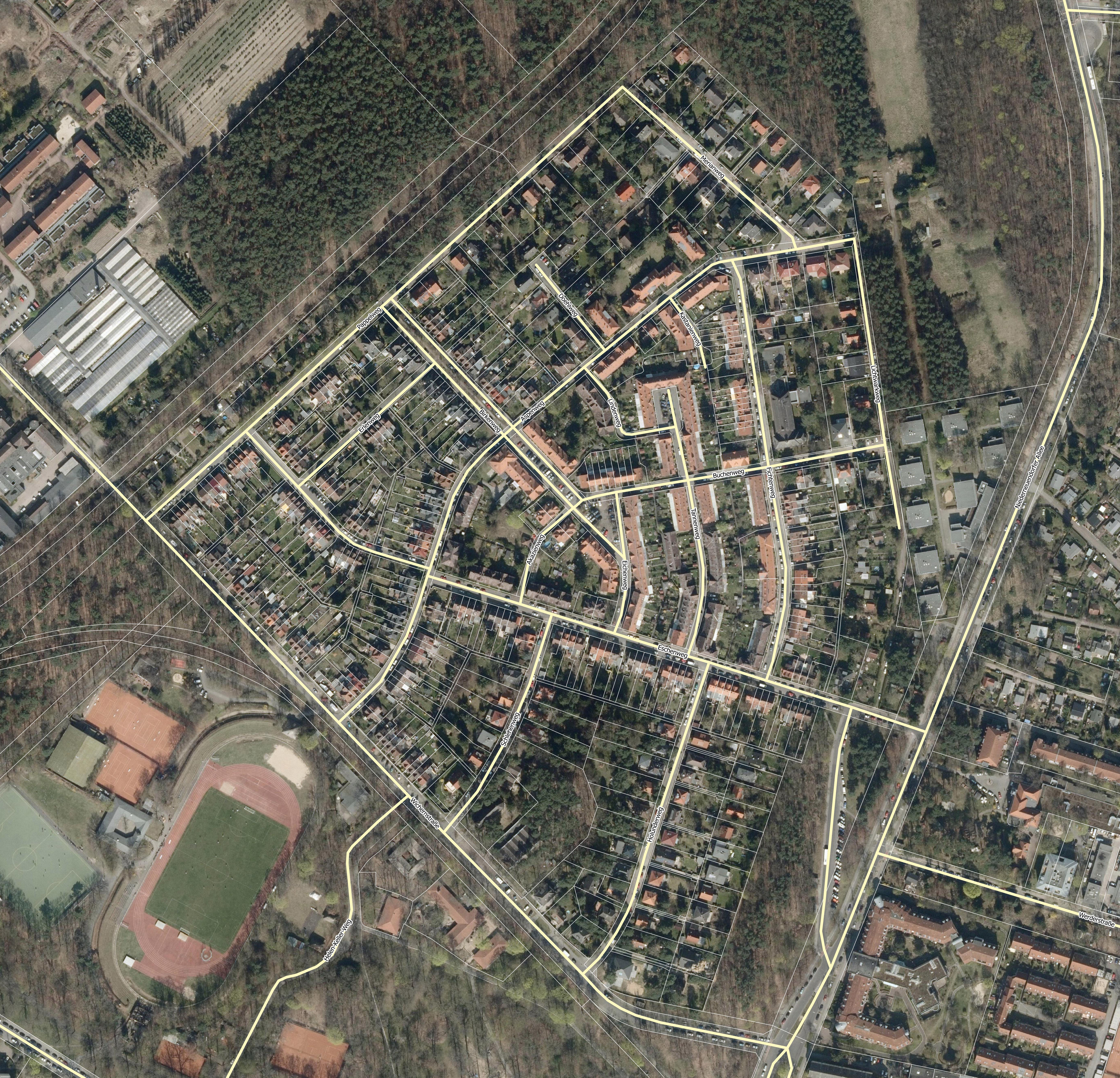
Luftaufnahme der Waldsiedlung, 2014

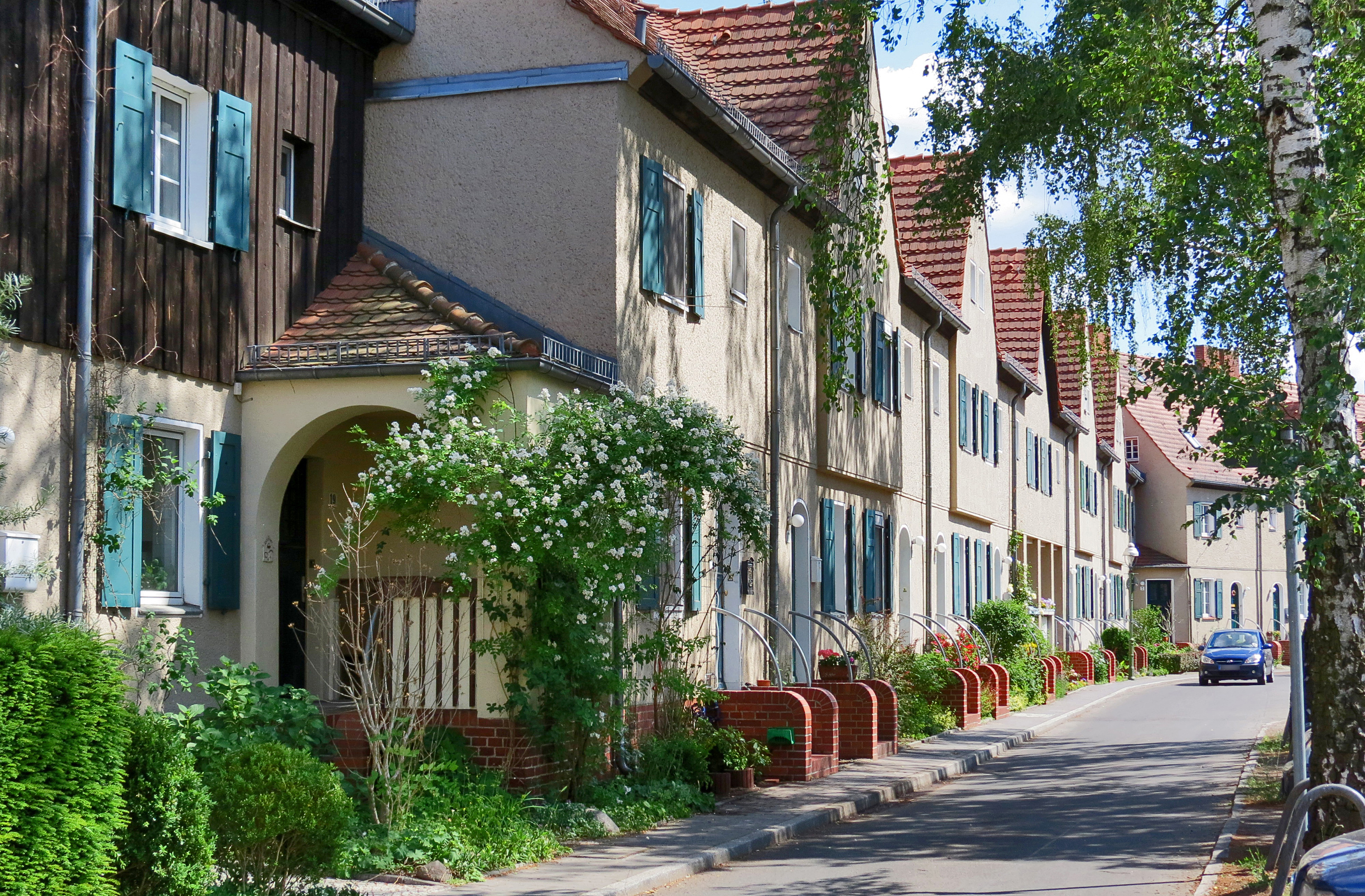
Eichenweg

Die Waldsiedlung Hakenfelde ist ein Wohngebiet im Berliner Ortsteil Hakenfelde im Norden des Bezirks Spandau. Sie entstand ab 1914 in Anlehnung an das Gartenstadtmodell, um die Wohnungsnot unter den Arbeitern der Spandauer Rüstungs- und Industriebetriebe zu lindern. Bis 1919 wurden 250 Häuser fertiggestellt.
Gebaut wurden unterschiedliche Typen von Häusern für eine, zwei oder mehrere Familien mit variabler Fassadengliederung und in der Regel einem Gartenanteil. Der älteste Bauabschnitt ist seit 1986 als Wohnanlage und Siedlung denkmal- bzw. gartendenkmalgeschützt.
In den ersten Jahrzehnten konnte die Nahversorgung mit Handwerk, Lebensmitteln und Arztpraxen in der Siedlung selbst erfolgen. Heute besteht davon lediglich noch ein kleines Hotel. Öffentliche Einrichtungen in der Waldsiedlung sind mehrere Kindertagesstätten, die evangelische Wichernkirche mit Gemeindezentrum und ein Seniorenheim in römisch-katholischer Trägerschaft; unmittelbar angrenzend befindet sich eine Justizvollzugsanstalt. Die Siedlung war von Anfang an durch eine Straßenbahn mit dem Zentrum von Spandau verbunden, die inzwischen durch Buslinien abgelöst wurde.

## Lage
Die Waldsiedlung liegt am Rande des Spandauer Forstes, mit Abstand nördlich von der Wohnbebauung im Ortsteil Hakenfelde. Sie hat im Kern einen nahezu dreieckigen Grundriss und wird östlich begrenzt von der Niederneuendorfer Allee, nordwestlich von der stillgelegten Bötzowbahn und dem 1907–1910 erbauten Evangelischen Johannesstift und südwestlich von der Wichernstraße und der Trasse eines ehemaligen Industriegleises. Eine Zufahrt ist von der Niederneuendorfer Allee nur über die Wichernstraße und den Eschenweg – gegenüber dem 1912 erbauten Schützenhof – möglich, über die Wichernstraße kann das Johannesstift erreicht werden. Wegen der Anordnung der gekrümmten schmalen Straßen, die der Siedlung einen dörflichen, „gewachsenen“ Charakter geben sollten, ist in der Siedlung selbst kein Durchgangsverkehr möglich.
Infolge der deutschen Teilung nach dem Zweiten Weltkrieg verlor die Waldsiedlung den Zugang zum westlichen und nördlichen Hinterland, den Orten Schönwalde, Nieder Neuendorf und Hennigsdorf, und geriet bis zur deutschen Wiedervereinigung in eine Randlage.

## Entstehung

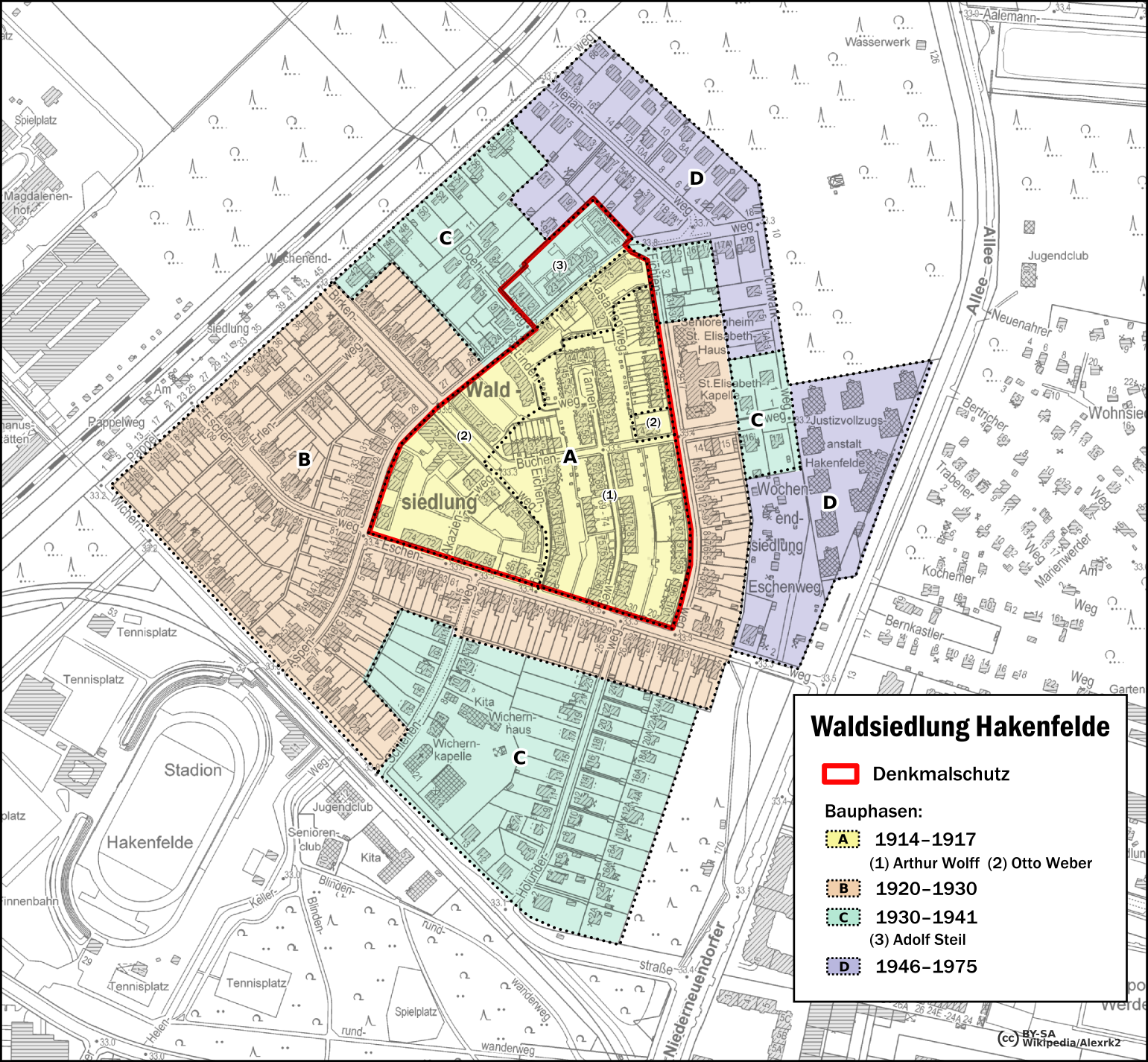
Karte mit Bauphasen

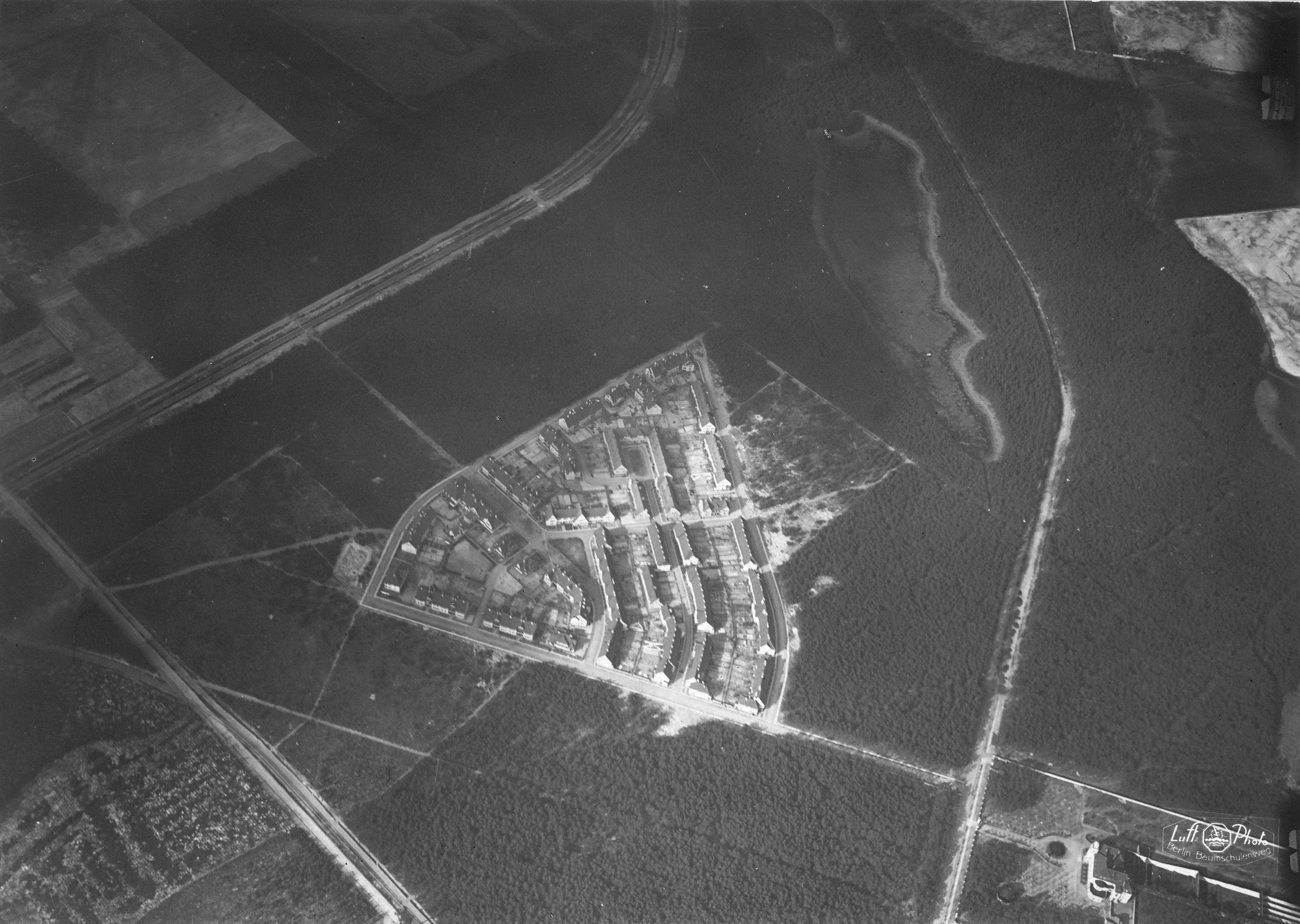
Luftbild, 1920

Gegen Ende des 19. Jahrhunderts war in Spandau ein großer Mangel an bezahlbaren Wohnungen für die Arbeiter der Rüstungsindustrie und von Industriebetrieben wie Siemens & Halske entstanden, der sich während des Ersten Weltkriegs durch Ausweitung der Rüstungsfabriken noch verschärfte. Die Zahl der Beschäftigten in den Rüstungsbetrieben stieg von knapp 14.000 im Jahr 1914 auf rund 65.000 im Jahr 1917. Über die Lösung der Probleme kam es zu Auseinandersetzungen zwischen der Stadt Spandau, den Haus- und Grundbesitzern und den Vertretern der Arbeiterschaft.
Als eine Maßnahme zur Überwindung der Wohnungsnot gründete der Magistrat der Stadt Spandau nach längerem Zögern im April 1914 die Waldsiedlung Spandau AG zur „Beschaffung gesunder und zweckmäßig eingerichteter Wohnungen an minderbemittelte Personen in eigens gebauten, erbauten oder angekauften Häusern zu billigen Preisen“, in die die Stadt als Gründungskapital 16.000 Mark einbrachte, weitere 4.000 Mark kamen von privaten Investoren: dem Gutsbesitzer Otto Schulze, dem Architekt Karl Tilgner, dem Techniker Gustav Neubauer und dem Kaufmann Ernst Mende. Das Baugelände erwarb die Aktiengesellschaft von der Stadt Spandau.

## Bauphasen
Der erste Spatenstich für den ersten Bauabschnitt erfolgte am 4. Mai 1914. Zunächst musste Grundwasser abgepumpt werden. Am 2. Juli 1914 konnte der Rohbau abgenommen werden, und bereits am 1. Oktober 1914 waren die ersten Wohnungen bezugsfertig, obwohl bei Ausbruch des Ersten Weltkriegs im August 1914 am Bau beschäftigte Arbeiter eingezogen worden waren. Es gab drei Typen von Einfamilienhäusern, für die 35, 45 oder 55 Mark Miete zu zahlen waren. Zu diesem ersten Siedlungskern, dem „Baublock A“, gehörten – ausgehend vom nur nördlich bebauten Eschenweg – der Buchenweg, der Eichenweg, der nur westlich bebaute Fichtenweg und der Tannenweg.

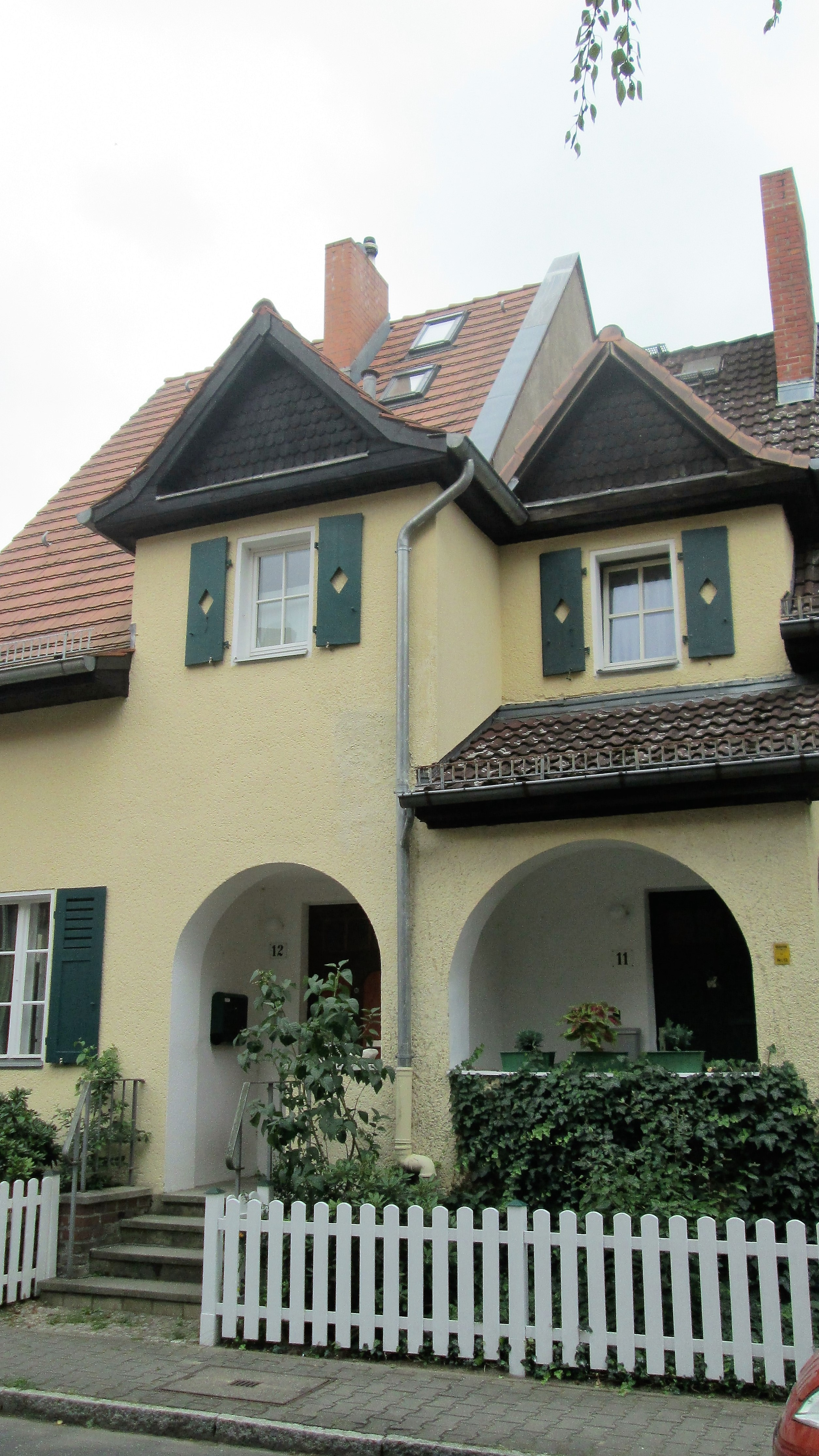
Aspenweg 11/12

Ein zweiter Baublock wurde 1915 fertiggestellt, und trotz kriegsbedingten Arbeiter- und Materialmangels wurde ein dritter Baublock nördlich und westlich des Buchenwegs mit 100 Häusern in zwölf Häusergruppen in Angriff genommen und bis 1. April bzw. 1. Oktober 1916 fertiggestellt. Hier wurden nicht mehr nur Einfamilienhäuser, sondern auch einige Zweifamilienhäuser mit Zwei-Zimmer-Wohnungen errichtet. In dieser Bauphase entstanden die Häuser am Akazienweg, Aspenweg (Südseite; bis 1931: Ahornweg), Birkenweg, Erlenweg (bis 1923: Weidenweg), Kastanienweg und Lindenweg. Der „Baublock B“ kostete 755.747,65 Mark (kaufkraftbereinigt in heutiger Währung: rund 3,68 Millionen Euro).
Als letzter Baublock war Baublock D mit sechs Einfamilienhäusern und 38 Wohnungen in Zwei- und Vierfamilienhäusern bis zum 1. Oktober 1917 bezugsfertig, hinzu kam ein Geschäftshaus. Die Waldsiedlung hatte eine Größe von 40.340 m² ohne Straßenland. Sie bestand aus 154 Reihen- und acht Doppelhäusern. Die Prinzipien einer Gartenstadt wurden nicht durchgängig eingehalten, sodass auch in der Benennung der Siedlung auf diesen Begriff verzichtet werden konnte.
Ein weiterer Bauabschnitt wurde von 1919 bis etwa 1926 ausgeführt, und bis etwa 1938 kamen einige ergänzende Bauten im Randbereich hinzu. Die am 2. April 1918 gegründete Baugenossenschaft Eigenheim Spandau eGmbH errichtete westlich um die bestehende Siedlung, am Birkenweg und Ahornweg (jetzt: Aspenweg), Reihenhäuser für vier, einzelne auch nur für zwei Familien, die mit Kaufanwartschaft vermietet wurden; bei „ehrlosem Lebenswandel oder Trunksucht“ eines Käufers fiel der Besitz an die Genossenschaft zurück. Teilweise wurden die Häuser unter den Kaufinteressenten verlost. Im September 1919 standen 225 Häuser. Zu dem ursprünglich geplanten und im Bebauungsplan vorgesehenen Umfang der Siedlung von 600 Reihenhäusern kam es allerdings nicht.
Einige Bürger schlossen sich 1926 zur Gruppe der Gartenfreunde in der Baugenossenschaft Eigenheim Spandau eGmbH Spandau-Hakenfelde zusammen, die bis heute als Verein der Gartenfreunde Spandau-Hakenfelde 1926 e. V. besteht. Die Hausbewohner hielten teilweise Vieh: Hühner, eine Ziege oder ein Schwein, und zu jeder Wohneinheit gehörte ein Stall und ein Garten.
Der nordöstliche Begrenzungsweg wurde ab 1923 Pappelweg genannt, der westliche ab 1955 Lichtwarkweg. Die Verbindungsstraßen zur Wichernstraße erhielten 1925 die Namen Holunderweg und Schlehenweg, der Verbindungsweg zwischen Aspenweg und Pappelweg, zunächst als Straße 634 bezeichnet, hieß ab 1955 Merianweg.
Am 19. März 1928 wurden die Häuser der Waldsiedlung Spandau AG Eigentum der Baugesellschaft Adamstraße mbH, die AG wurde wenige Tage später aufgelöst. Ende der 1930er Jahre ging das Eigentum an der Siedlung an die Gemeinnützige Siedlungs- und Wohnungsbaugesellschaft Berlin mbH (GSW) über.
Einzelne Bauten am Rand der Waldsiedlung wurden als Individualbauten unabhängig von den großen Bauträgern errichtet, so einige Häuser für Kriegsblinde des Ersten Weltkriegs im Bereich Doehlweg / Aspenweg / Fichtenweg; 1941/1942 baute die Deutsche Arbeitsfront zwei Häuser am Pappelweg.
Seit den 1930er Jahren bestanden am Rand der Siedlung Arbeitslager und Baracken für Zwangsarbeiter, die größten auf dem Gelände der heutigen Justizvollzugsanstalt an der Niederneuendorfer Allee. Zwangsarbeit mussten ausländische Zivilarbeiter und Kriegsgefangene leisten, viele von ihnen bei den Siemens-Schuckertwerken. Im Zweiten Weltkrieg wurden mehrere Häuser der Waldsiedlung bei alliierten Luftangriffen von Bomben oder Luftminen getroffen, und es gab Granaten-Einschläge mit Toten und Verletzten. Die vorrückende Rote Armee besetzte bei Kriegsende für kurze Zeit mehrere Häuser, am Fichtenweg wurden einige Häuser niedergebrannt. Nach Kriegsende kam es zu Plünderungen durch freigelassene Zwangsarbeiter. An der Niederneuendorfer Allee wurden 1945 einige gefallene sowjetische Soldaten beerdigt, die später zum Ehrenmal im Treptower Park umgebettet wurden.
Der älteste Kern der Siedlung, umgrenzt von Aspen-, Eschen- und Fichtenweg, sowie einige Häuser am Doehlweg wurden 1986 auf Betreiben der GSW als Gartendenkmal unter Denkmalschutz gestellt, dazu wurde ein Bauhandbuch für die denkmalpflegerische Instandsetzung und Modernisierung erstellt. Bauliche Veränderungen am Äußeren der Gebäude und bei der Gartengestaltung durften seitdem nicht mehr vorgenommen werden. Fassadengliederung, Hauseingänge und Freitreppen, Loggien, Dächer, Dachgauben und Schmuckdetails waren in einem „Informationsheft“ der GSW festgelegt, das auch Vorgaben für Instandsetzungs- und Veränderungsmaßnahmen machte, die den Charakter der Siedlung aus denkmalpflegerischer Sicht nicht nachteilig veränderten. In den folgenden Jahren wurde rund die Hälfte der Häuser verkauft, die meisten an die Mieter, es war von einem Kaufpreis von 100.000 Mark die Rede. Einige Familien bewohnen heute zwei benachbarte Häuser, die sie durch Mauerdurchbrüche miteinander verbunden haben.

## Architekturmerkmale

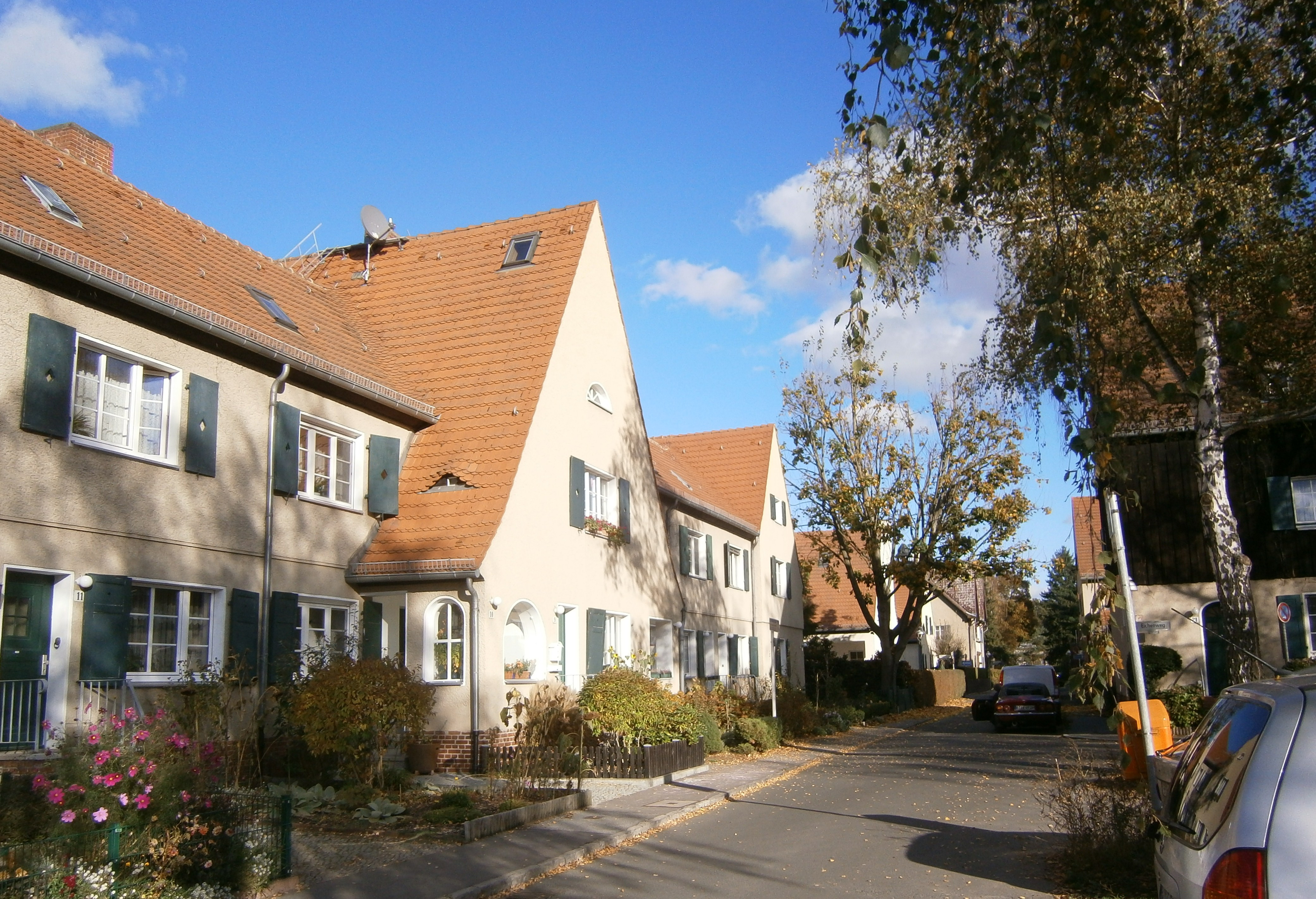
Buchenweg

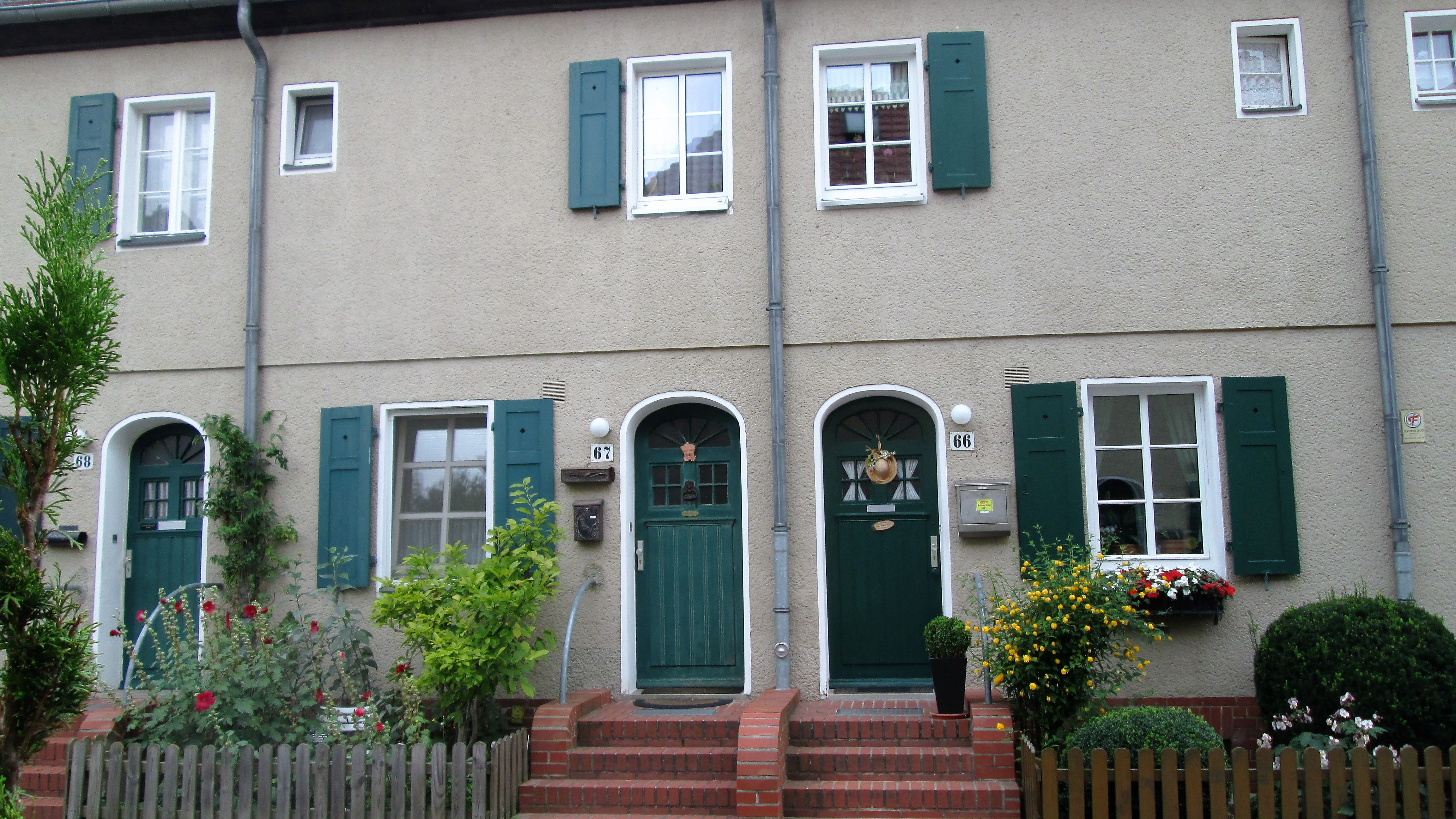
Tannenweg 66/67

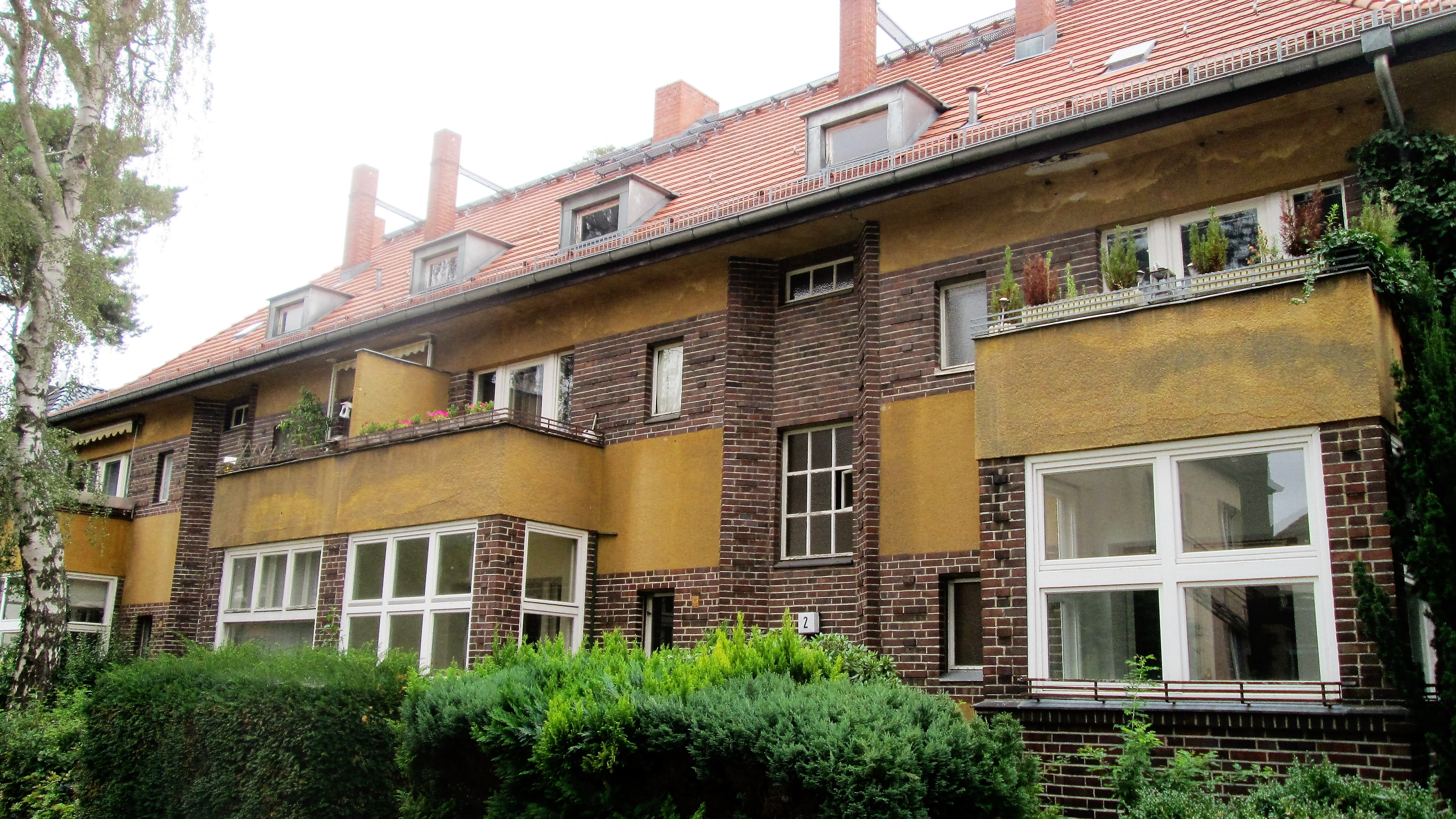
Doehlweg 2

Die Häuser der ersten Bauabschnitte wurden maßgeblich geplant von den Architekten Arthur Wolff (160 Wohnungen in Reihenhäusern) und Otto Weber (96 Wohnungen in Doppel- und Mietshäusern). Arthur Wolff wurde 1916 als Soldat eingezogen und durch Adolf Steil vertreten, der ab 1919 weitere Häuser architektonisch plante und 1931 die Erweiterung der Siedlung nordöstlich des Aspenwegs konzipierte.
Die meisten Reihenhäuser waren für vier Familien gedacht, einige für zwei Familien. Zu jeder Wohnung gehört ein Gartenanteil zur Selbstversorgung, die meisten Häuser haben einen kleinen Vorgarten. Die Reihenhäuser haben direkten Zugang zum Garten, die Etagenwohnungen erhielten als Ausgleich einen Balkon oder eine Loggia. Die Häuser besaßen anfangs ein einfaches Pappdach oder ein Ziegeldach in Biberschwanz-Kronendeckung. Die Reihenhauszeilen der ersten Bauabschnitte stehen traufständig zur Straße, haben eine Breite von 4 1⁄2 bis 5 m und hohe, steile Satteldächer mit rhythmisch vorspringenden Quergiebeln, Gauben oder Walmen, die in ihrer individuellen Verschiedenheit einen Einzelhauscharakter vermitteln sollen. Loggien und Lauben betonen die Hauseingänge. Zwei Parteien teilen sich jeweils die Versorgungs- und Entsorgungsleitungen. Die ersten schmalen Häuser haben im Erdgeschoss einen Flur, eine Stube und eine Küche, im ersten Geschoss zwei Stuben und ein kleines Bad und darüber eine ausgebaute Dachkammer. Später wurden von den Bewohnern auch Kellerräume als Bad ausgebaut, auf der Gartenseite baute man Wintergärten an.
Die meisten Mietshäuser des zweiten Bauabschnitts nach Entwurf von Otto Weber haben pro Hauseingang und Etage zwei Wohnungen, sogenannte „Zweispänner“. Die von Adolf Steil ab 1931 gebauten Häuser am Doehlweg, Fichtenweg und Holunderweg sind streng kubisch gegliedert, sie haben flacher geneigte Satteldächer, Fassaden in Klinker-Putz-Gestaltung mit gelblichen Brüstungsbändern und teilweise Holzloggien, die Dachzone wurde durch Zwerchgiebel aufgelockert.
Der Architekturhistoriker Klaus Konrad Weber sprach in Hinblick auf die Waldsiedlung von „bescheidener, doch liebevoll gestalteter Behaglichkeit“, Klaus Schulte hob 1999 das „lebendig geformte Ortsbild mit charakteristischen, geschwungenen Straßenzügen mit anheimelnden Platzbildungen“ heraus.

## Infrastruktur

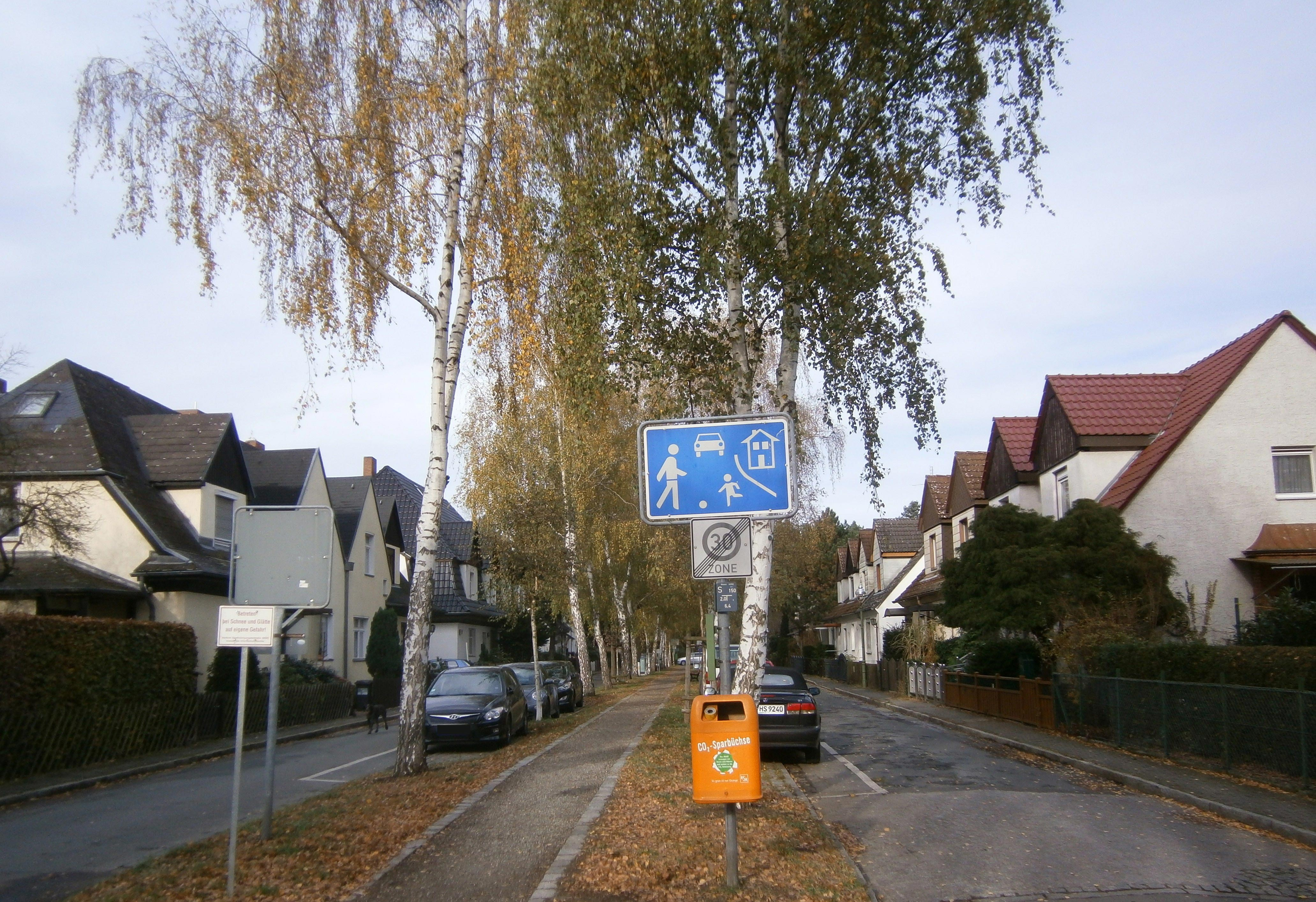
Birkenweg mit Mittelstreifen

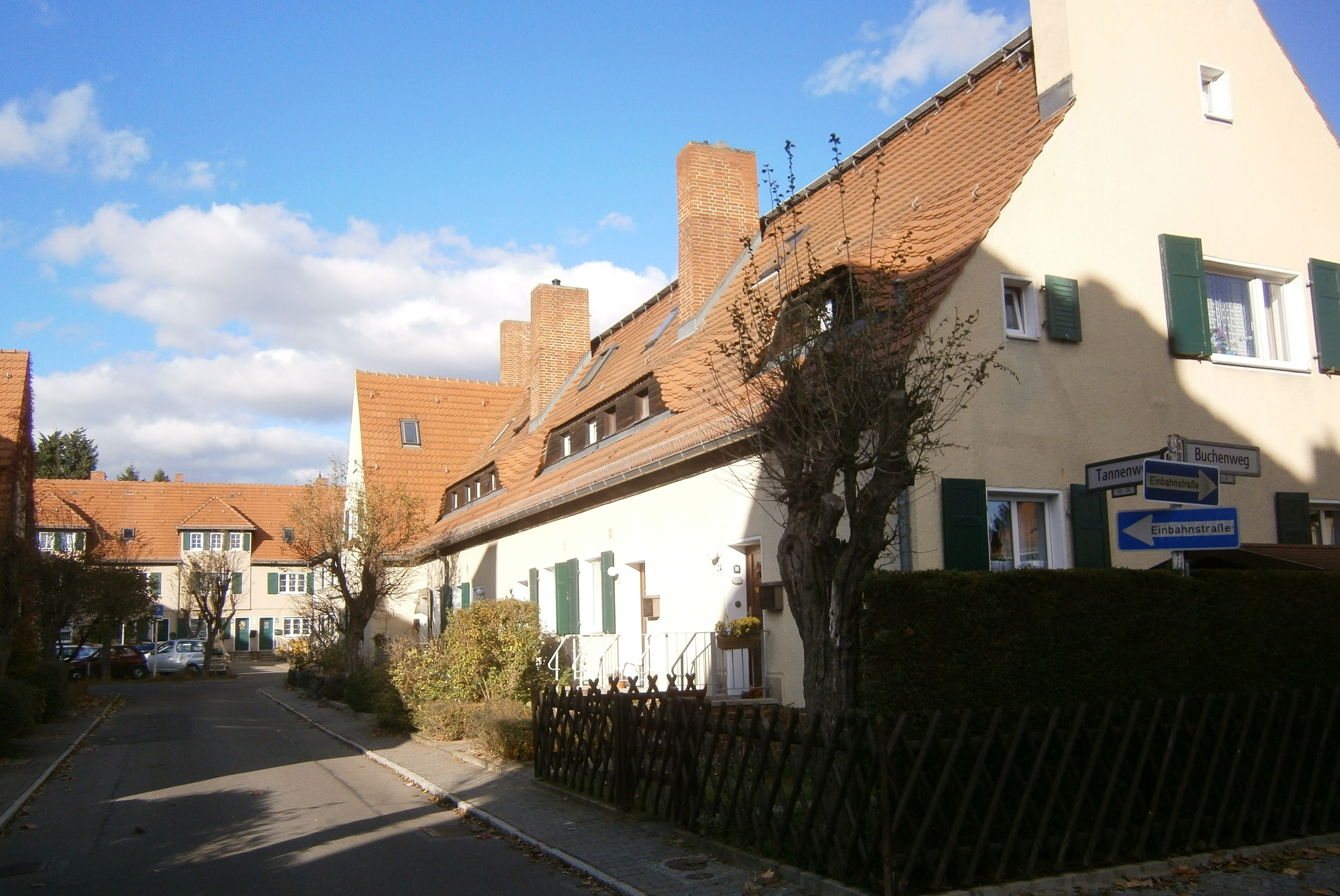
Tannenweg mit platzartigem Abschluss

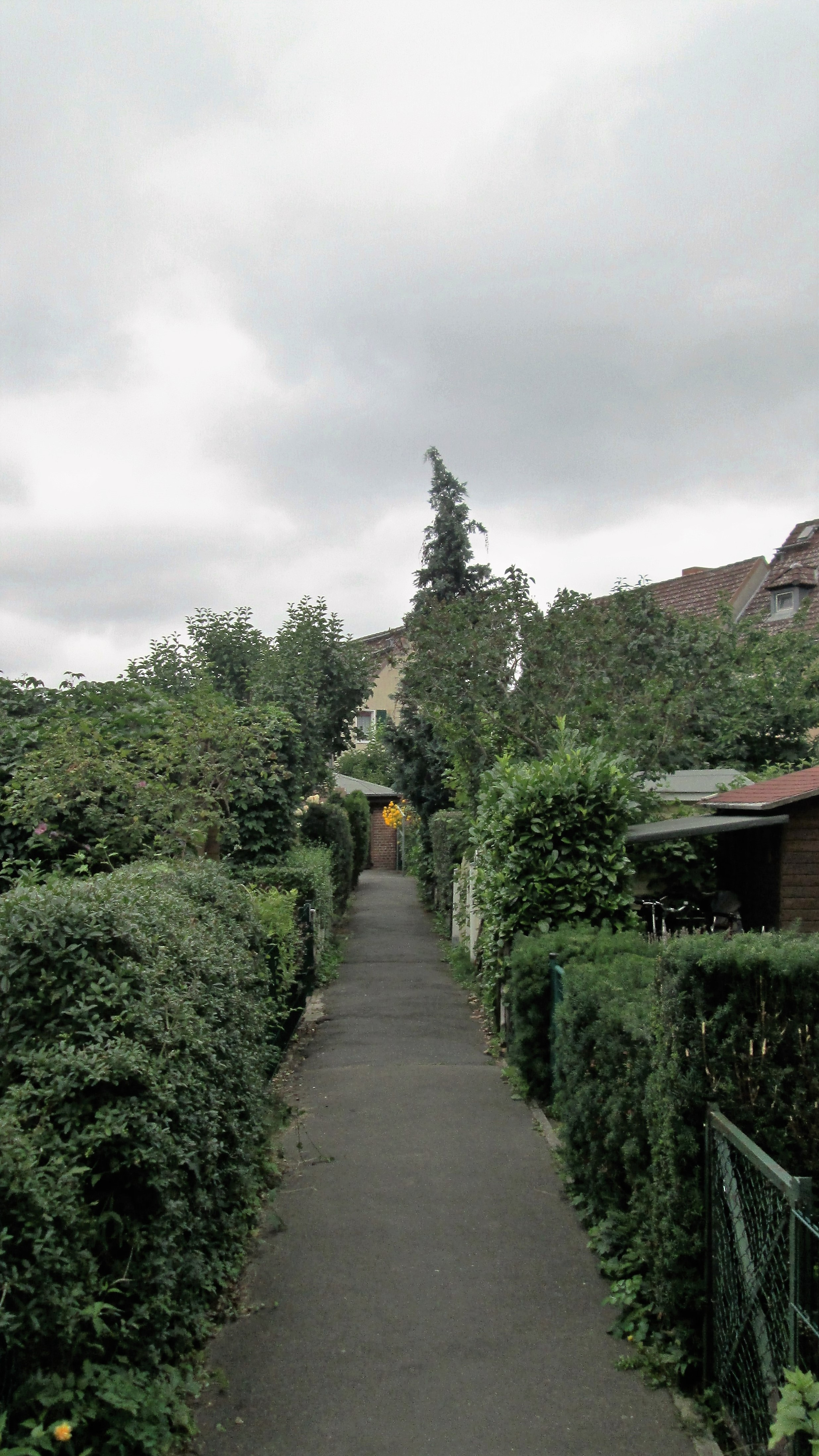
Weg vom Tannenweg zum Eschenweg

### Nahversorgung
Im ersten Baublock waren vier Läden in die Erdgeschosse einiger Häuser am Birkenweg eingebaut worden, später kamen auf Wunsch der Bewohner eine Bäckerei, eine Schlachterei, ein größerer Kolonialwarenladen, eine Drogerie, ein Weißwarenladen, ein Fahrradladen, ein Frisör, zwei Schuster, eine kleine Poststelle, eine Meldestelle der Polizei und ein Vereinszimmer hinzu. Milch und Milchprodukte kamen auf einem Verkaufswagen der Meierei C. Bolle in die Siedlung. Die Schlachterei betrieb das Lokal „Heideschloss“ am Aspenweg Ecke Birkenweg, das bis 2015 existierte, am Fichtenweg Ecke Eschenweg bestand von Anfang an das Lokal „Waldschänke“, heute als Hotel betrieben. In der Waldsiedlung praktizierten zeitweise ein praktischer Arzt, ein Zahnarzt und eine Hebamme. Am 6. Dezember 1918 wurde die Frauenhilfe Waldsiedlung Hakenfelde gegründet, die die Einrichtung einer Diakoniestation ab Frühjahr 1919 am Aspenweg erreichte. Die Kinder besuchten die Grundschule im Johannesstift, am Fichtenweg bestand ein Kindergarten. Der geplante Bau einer Schule am Eschenweg kam nicht zustande.
Heute existieren in der Waldsiedlung keine Einzelhandelsgeschäfte und Arztpraxen mehr. Im Ortsteil Hakenfelde entstanden in der zweiten Hälfte des 20. Jahrhunderts mehrere neue Wohngebiete, etwa das Wohnquartier Aalemannufer. Die Einrichtungen der Nahversorgung konzentrieren sich im Kern des Ortsteils; zusätzlich siedelten sich mehrere Einkaufszentren an. In der Waldsiedlung selbst besteht noch das Hotel „Waldschänke“. Am südlichen Rand, jenseits der Wichernstraße, wurden eine Sportanlage und der städtische Seniorenklub Hakenfelde gebaut, der auch der Kiezgemeinschaft der Waldsiedlung als Versammlungsstätte dient. Siedlungsfeste werden gelegentlich auf dem Gelände der evangelischen Kirchengemeinde oder des katholischen Seniorenheims gefeiert. An der Wichernstraße unterhält der Bezirk Spandau seit 1960 die Kita Wichernstraße. Die evangelische Gemeinde eröffnete den von den Deutschen Christen geschlossenen Kindergarten am Fichtenweg nach dem Zweiten Weltkrieg an anderer Stelle neu und ist heute Trägerin einer Vollzeit-Kita Weltentdecker neben der Wichernkirche und einer Teilzeit-Kita Wichernzwerge in ihrem Gemeindehaus. In Hakenfelde liegt die Heinrich-Böll-Oberschule; die Grundschule am Eichenwald, die Carl-Schurz-Grundschule und die Evangelische Schule im Johannesstift sind von der Waldsiedlung aus fußläufig zu erreichen.

### Verkehrliche Erschließung
Die meisten Straßen sind mit fünf Meter Breite sehr schmal und waren nur für Fußgänger gedacht, einige Straßen sind Sackgassen. Nur die Hauptzugangsstraßen haben eine Breite von acht bis zwölf Metern. Der Birkenweg hat einen begrünten Mittelstreifen und wirkt platzartig, der Schnittpunkt von Akazienweg, Buchenweg und Birkenweg ist als dreieckiger Platz ausgebildet. Der Tannenweg endet im Zentrum des ältesten Bauabschnitts in einer platzartigen Erweiterung. Anfangs besaß nur der Holunderweg einen festen Straßenbelag, die übrigen Straßen und Wege hatten ein verdichtetes Sand-/Steingemisch als Oberfläche. 1935/1936 wurden alle Straßen mit Splitt und Spritzasphalt befestigt. Das Straßennetz wurde labyrinthartig ergänzt durch verwinkelte Wirtschaftswege.
Beim Bau war die starke Motorisierung in der zweiten Hälfte des 20. Jahrhunderts noch nicht absehbar. Da Pkw-Stellplätze auf den Grundstücken nicht vorgesehen waren und aus Denkmalschutzgründen nicht nachträglich geschaffen werden können, sind die Straßen nunmehr größtenteils als Einbahnstraße ausgewiesen und einseitig beparkt, was gelegentlich zu Problemen mit Versorgungs- und Rettungsfahrzeugen führt. 2005 waren 612 Personenkraftwagen und 87 Motorräder für Adressen in der Waldsiedlung zugelassen. Auf Betreiben des Vereins der Gartenfreunde entstanden Parkplätze am Rand der Waldsiedlung innerhalb der Buswendeschleife an der Niederneuendorfer Straße.

### Verkehrsanbindung

Straßenbahnzug der Linie 75E zum Savignyplatz in der Wendeschleife Hakenfelde, 1962

Von Anfang an war die Waldsiedlung mit der Straßenbahn zu erreichen. Die „Grüne Linie“ der Spandauer Straßenbahn war am 21. Mai 1904 von der bisherigen Endhaltestelle am Schützenhaus bis zur Kreuzung Streitstraße / Mertensstraße am südöstlichen Eck der späteren Waldsiedlung verlängert worden. Von 1908 bis 1921 bediente die Linie H vom damaligen Spandauer Hauptbahnhof (heute: S-Bahnhof Stresow) kommend den Streckenabschnitt, ab 1923 übernahm die Linie 54 aus Richtung Spandauer Bock den Ast und ab 1927 zusätzlich die Linie 75 aus Richtung Heerstraße. Die Berliner Straßenbahn-Betriebsgesellschaft ließ die Strecke am 15. November 1928 um ein kurzes Stück über die Niederneuendorfer Allee bis zum Eschenweg verlängern, wo eine Wendeschleife mit Überholmöglichkeit entstand. Nach dem Zweiten Weltkrieg führte die Linie 75 von Hakenfelde über die Heerstraße bis zum Zoologischen Garten, die Linie 54 fuhr über den Spandauer Damm in Richtung Richard-Wagner-Platz. 1967 wurde die Straßenbahn stillgelegt.
Die 1908 eröffnete Bötzowbahn der Osthavelländischen Kreisbahnen hatte bis zur Verlängerung zum Kleinbahnhof Spandau-West im Jahr 1912 ihren Endpunkt aus Richtung Bötzow – Nieder Neuendorf am Bahnhof Johannesstift. Der Bahnhof war von der Waldsiedlung aus über einen Fußweg (Straße Nr. 13/16) entlang der Bahngleise erreichbar; der Vorschlag, diesen Bahnhaltepunkt „Bahnhof Hakenfelde“ zu nennen, konnte nicht durchgesetzt werden. Von der Bötzowbahn zweigte am Johannesstift ein Industriegleis ab, das entlang der Wichernstraße zur Niederneuendorfer Allee führte und über das die Hakenfelder Industriebetriebe im Güterverkehr bedient wurden. Von Januar 1923 bis 1945 fuhr von Spandau West über die Schönwalder Straße und dann weiter auf den Gleisen der Bötzowbahn die Spandau-West–Hennigsdorfer Kleinbahn („Elektrische Nr. 120“) bis Nieder Neuendorf und Hennigsdorf; diese Linie hatte einen Haltepunkt an der Wichernstraße.
Nach Plänen der Berliner Straßenbahn-Betriebs-Gesellschaft sollte die Linie 120 nicht mehr über die Schönwalder Straße zum Johannesstift geführt werden, sondern über die Streitstraße fahren und dann von der 1928 eingerichteten Wendeschleife am Eschenweg am Ostrand der Waldsiedlung entlang des heutigen Lichtwarkwegs an die Bötzowbahn herangeführt werden und in Höhe des Rustwegs in diese in Richtung Nieder Neuendorf einmünden. Die vorgesehene Trasse wurde über mehrere Jahre freigehalten. Als möglicher Hinderungsgrund wird die Einrichtung einer mit einem Fahrdienstleiter besetzten Abzweigstelle am Treffpunkt beider Strecken vermutet.
Heute verbindet die Buslinie 136 die Waldsiedlung mit Spandau Mitte, die Linie X36 mit Hennigsdorf, die Buslinie 139 beginnt an der ehemaligen Endstation der Straßenbahnlinie 75 und führt über Haselhorst und Siemensstadt zum Messedamm in Westend.

### Einwohnerzahlen
Mit Hauptwohnsitz waren in der Waldsiedlung gemeldet:
- 1975: 1752 Einwohner
- 1995: 1417 Einwohner
- 2005: 1342 Einwohner

## Öffentliche Einrichtungen

### St.-Elisabeth-Heim

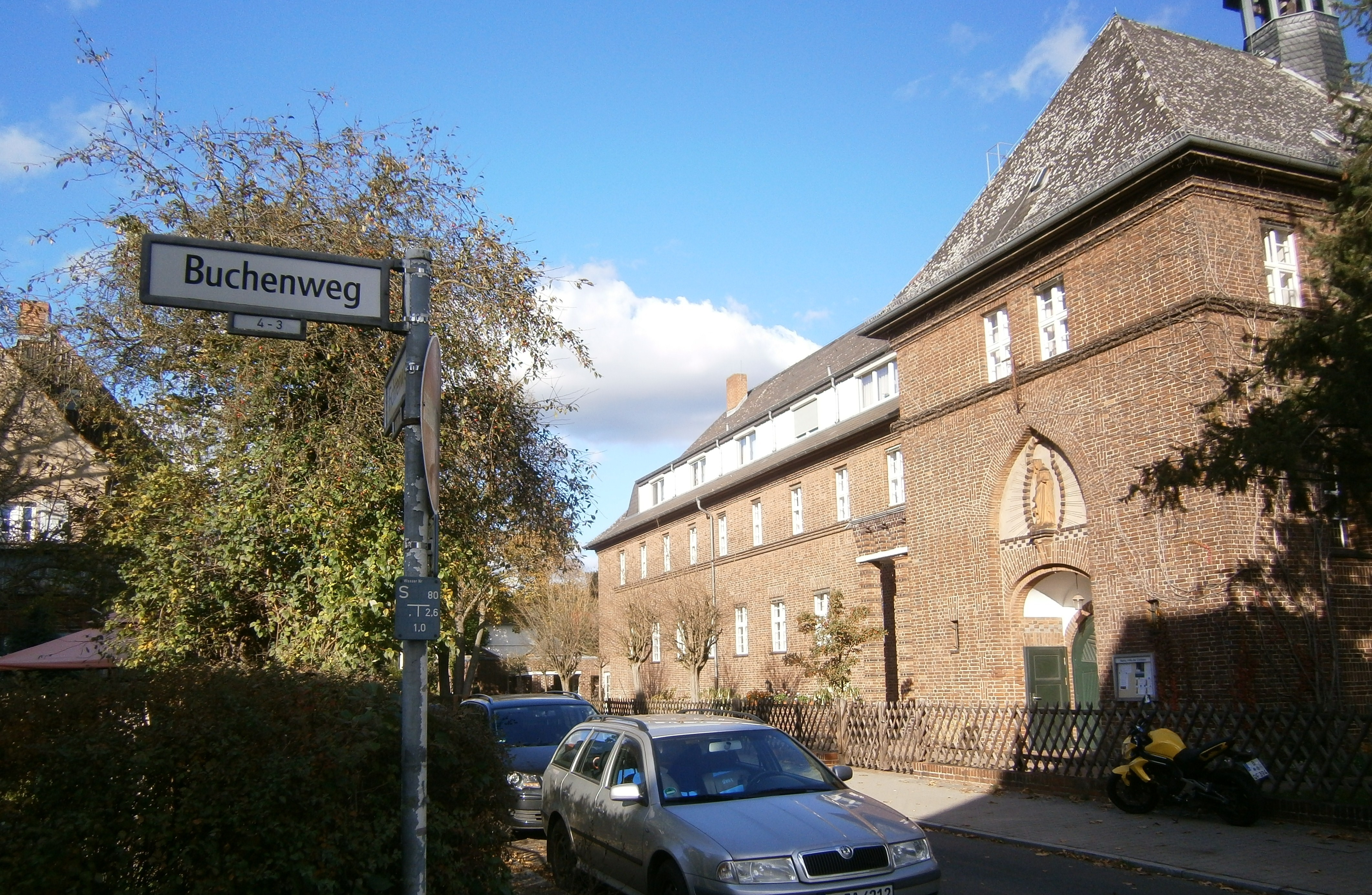
St.-Elisabeth-Seniorenheim am Fichtenweg

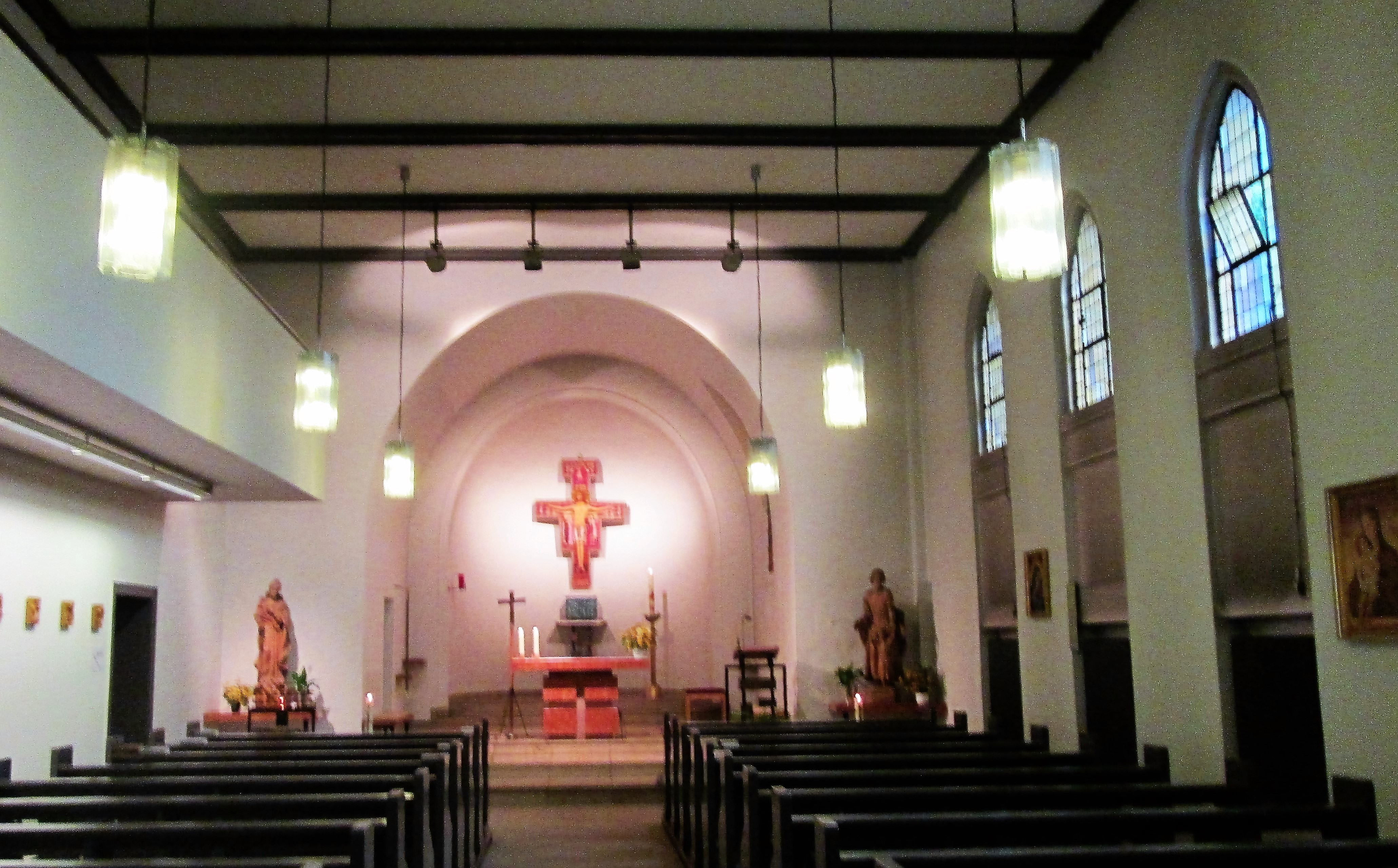
Inneres der Elisabethkapelle

Die Ordensgemeinschaft der Grauen Schwestern von der hl. Elisabeth hatte 1917 im Haus Seegefelder Straße 125 in Spandau ein Mädchenheim gegründet, das erwerbstätigen Frauen und Mädchen eine Wohngelegenheit bieten sollte. Wegen dessen unzureichender baulicher Ausstattung setzte sich der Pfarrer der römisch-katholischen Gemeinde Maria, Hilfe der Christen, Viktor Schiwy, für einen Neubau in der Waldsiedlung ein. Dieser wurde nach Plänen von Architekt Carl Kühn, Baurat beim Bistum Breslau, als „Elisabethheim“ (benannt nach der heiligen Elisabeth von Thüringen) errichtet und am 17. Juni 1928 von Weihbischof Josef Deitmer geweiht. Das Haus ist ein langgestreckter zweigeschossiger Ziegelbau mit ausgebautem Dachgeschoss entlang der östlichen Seite des Fichtenwegs als Wohnhaus und einer großen Kapelle (120 Plätze) mit Dachreiter an der Ecke zum Buchenweg, der Elisabethkapelle. Die rechteckige Kapelle mit flacher Decke, über der noch Bewohnerzimmer liegen, hat an der südlichen Längsseite sechs Spitzbogenfenster, an der Westseite ein Rundbogenportal sowie eine Empore und östlich einen eingezogenen, tonnengewölbten Chor mit Apsis und Altar. Über dem Portal befindet sich eine Skulptur der Patronin Elisabeth.
Das Haus wurde von vier Ordensschwestern geführt, und dort wohnte ein Priester, der in der Kapelle Gottesdienst hielt. Anfang der 1930er Jahre wurde das Heim in ein Wohn- und Erholungsheim für ältere Menschen umgewandelt, nachdem der Bedarf an Wohnplätzen für Mädchen nicht mehr so dringend war. Am Ende des Zweiten Weltkriegs nahm das Haus vorübergehend auch Flüchtlinge auf. Es besteht heute als Sankt-Elisabeth-Seniorenheim in Trägerschaft der Katholischen Pfarrgemeinde Maria, Hilfe der Christen mit 44 Heimplätzen. Von 1987 bis 1989 wurde es modernisiert und ein Wohnbereich für die Ordensfrauen angebaut, von 1999 bis 2000 kam ein Trakt mit Gemeinschafts- und Therapieräumen hinzu. Die Grauen Schwestern verließen 1983 wegen Personalmangels das Haus, 1986 kamen indische Ordensschwestern, Franziskanerinnen vom unbefleckten Herzen Mariens, die bis heute in der Pflege mitarbeiten.
Die Elisabethkapelle entwickelte sich zu einem Seelsorgezentrum für die Katholiken in Hakenfelde, das als zunächst unselbstständige Lokalie St. Elisabeth und ab 1953 als seelsorglich selbständige Kuratie eine Filialkirche der Pfarrei Maria, Hilfe der Christen war; 1953 gehörten 1700 Katholiken zur Kuratie. Aus der Kuratie entstand 1975 die Katholische Pfarrgemeinde St. Lambertus, für die an der Cautiusstraße ein eigenes Gemeindezentrum gebaut wurde. In der Elisabethkapelle finden jedoch auch weiterhin regelmäßig Gottesdienste statt.

### Wichernkirche

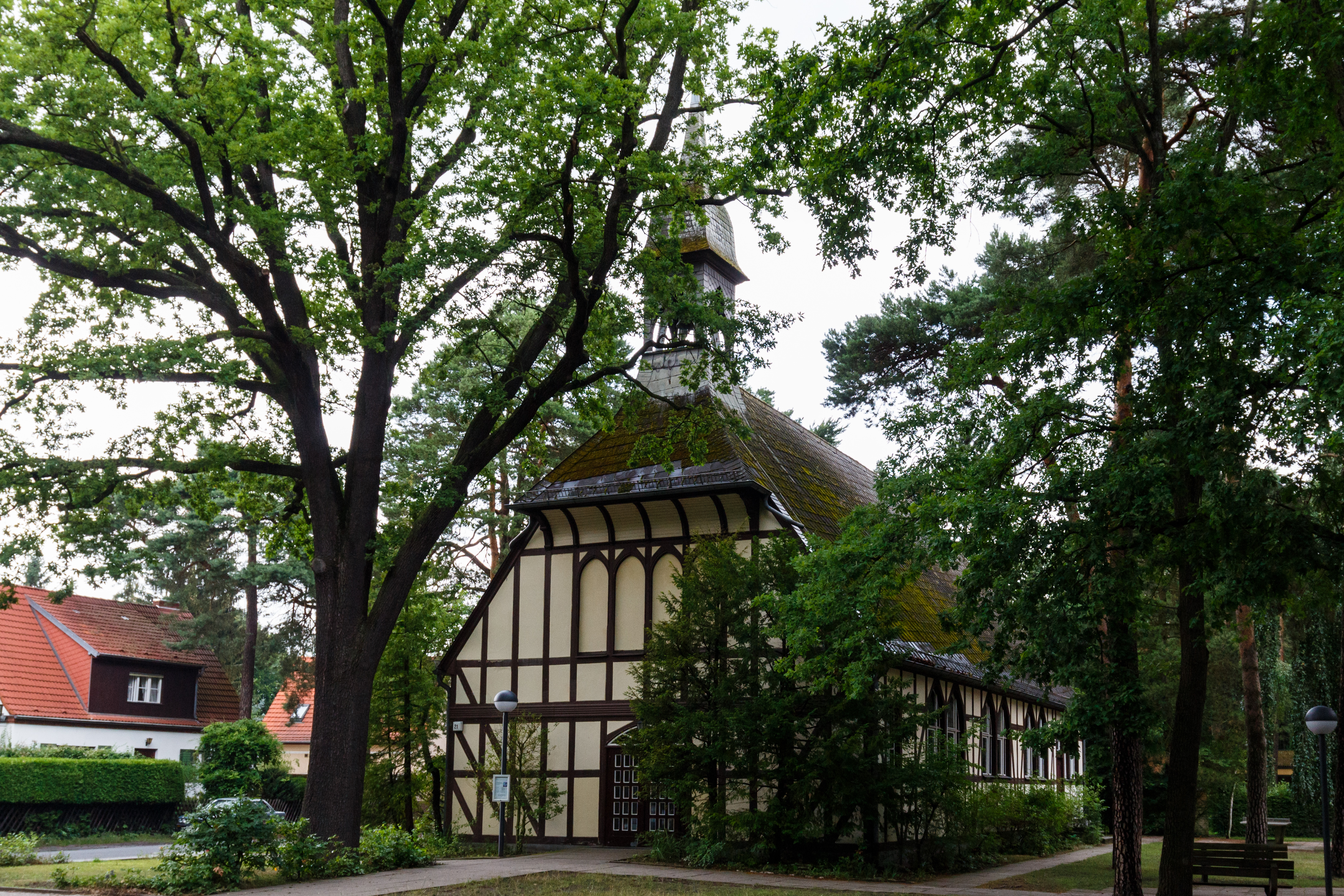
Wichernkirche (Wichernstraße / Schlehenweg)

Die evangelische Wicherngemeinde war zunächst Teil der Luthergemeinde. Ab September 1925 konnte in angemieteten Räumen im Haus Fichtenweg 76 ein kleines Gemeindezentrum eingerichtet werden für Kindergottesdienste, Jugendgruppen, Bibelkreise, Frauenkreise und die Proben eines neugegründeten Chors; hier waren auch der Kindergarten und Wohnungen für die Diakonieschwestern untergebracht. Der Gemeindekirchenrat der Luthergemeinde beschloss bereits im Januar 1924 die „Selbständigmachung der Waldsiedlung“, die aber erst zum 1. Januar 1937 mit der Gründung der Evangelischen Kirchengemeinde Berlin-Spandau-Hakenfelde realisiert wurde, ein Jahr später als „Wichernkirchengemeinde“ (nach Johann Hinrich Wichern) bezeichnet. 1932 bekam die Kirchengemeinde eine eigene kleine Kirche – zunächst „Wichernkapelle“ genannt –, die von Siemensstadt hierhin transferiert und am 23. Oktober 1932 eingeweiht wurde. Von 1934 bis zum Kriegsende litt die Gemeinde stark unter Richtungskämpfen zwischen Christen der Bekennenden Kirche mit Pfarrer Hermann Bunke und Deutschen Christen mit Pfarrer Johannes Rehse. Im Frühjahr 1933 wurde eine „Hitler-Eiche“ vor der Kirche „dem Schmied des Dritten Reiches“ geweiht, an der in den folgenden Jahren wiederholt nationalsozialistische Propagandaveranstaltungen stattfanden.
Die Wichernkirche war die Gemeindekirche für ganz Hakenfelde, die Gemeinde wuchs durch Ausgebombte und Flüchtlinge auf 12.000 Gemeindemitglieder im Jahr 1947 an. In einer ehemaligen Wehrmachtsbaracke hinter der Wichernkirche wurde der Kindergarten neu eröffnet, denn die Deutschen Christen hatten den Kindergarten am Fichtenweg geschlossen. Ende der 1950er Jahre erhielt er ein neues Gebäude, am 14. März 1971 wurde ein großes Gemeindehaus neben der Kirche eingeweiht, und am Schlehenweg wurden zwei Pfarrerhäuser erbaut.

### Justizvollzugsanstalt

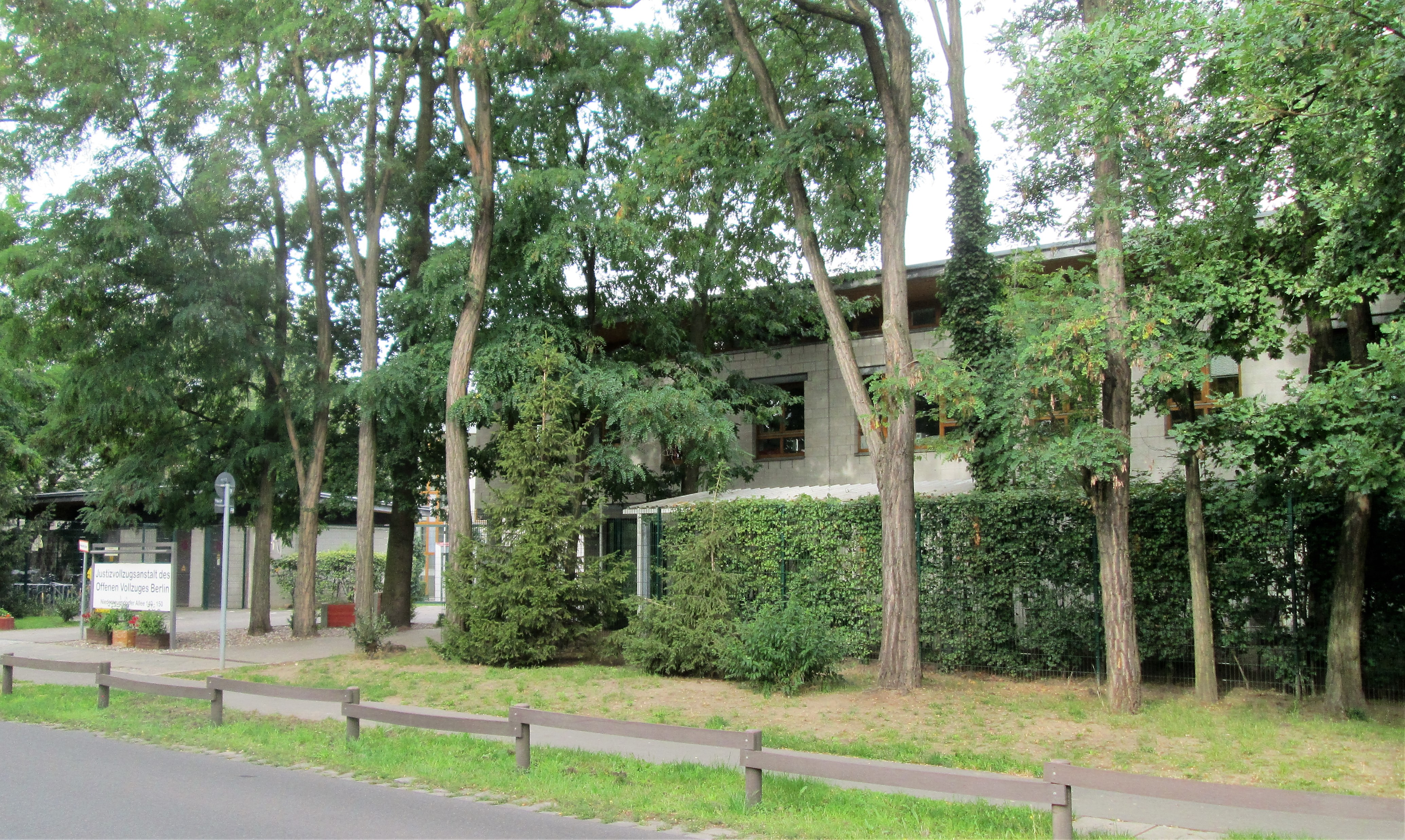
Die JVA an der Niederneuendorfer Allee

Am 1. März 1978 wurde zwischen der Waldsiedlung und der Niederneuendorfer Allee eine Justizvollzugsanstalt (JVA) des Offenen Vollzugs („Freigängerhaus“) eingerichtet. Nach Protesten der Bevölkerung konnten durch Gespräche im Evangelischen Gemeindehaus Ängste gemindert und eine akzeptierende Haltung aufgebaut werden. Die Gefangenen waren anfangs in den Baracken des ehemaligen Lagers für Zwangsarbeiter untergebracht, das im Zweiten Weltkrieg am Rande der Waldsiedlung entstanden war. Von 1995 bis 1998 wurden dort die heutigen Massivbauten mit Pultdach errichtet. Die Anstalt verfügt aktuell über 248 Plätze.